# Rodni Bruks
Rodni Alen Bruks (rođen 30. decembra 1954) australijski je roboticist, član Australijske akademije nauka, autor i robotski preduzetnik, najpoznatiji po popularizaciji akcionističkog pristupa robotici. Bio je Panasonikov profesor robotike na Tehnološkom institutu u Masačusetsu i bivši direktor Laboratorije za računarske nauke i veštačku inteligenciju MIT-a. On je osnivač i bivši glavni tehnički direktor kompanije iRobot i saosnivač, predsednik i glavni tehnički direktor preduzeća Rethink Robotics (ranije Heartland Robotics), a trenutno je saosnivač i glavni tehnički direktor Robust.AI (osnovanog u 2019).

## Bibliografija
- Brooks, Rodney (март 1986). „A robust layered control system for a mobile robot”. IEEE Journal of Robotics and Automation. 2 (1): 14—23. S2CID 10542804. doi:10.1109/jra.1986.1087032. hdl:1721.1/6432 .
- Rodney Brooks (1989), „A Robot that Walks; Emergent Behaviors from a Carefully Evolved Network” (PDF), Neural Computation, 1 (2): 253—262, S2CID 33987248, doi:10.1162/neco.1989.1.2.253, hdl:1721.1/6500 , Приступљено 24. 8. 2010
- Brooks, Rodney (1990), „Elephants Don't Play Chess” (PDF), Robotics and Autonomous Systems, 6 (1–2): 3—15, CiteSeerX 10.1.1.588.7539 , doi:10.1016/S0921-8890(05)80025-9, Приступљено 30. 8. 2007.
- Rodney Brooks (јануар 1991), „Intelligence without representation”, Artificial Intelligence, 47 (1–3): 139—159, CiteSeerX 10.1.1.308.6537 , S2CID 207507849, doi:10.1016/0004-3702(91)90053-M
- Steels, Luc; Brooks, Rodney, ур. (1995), The Artificial Life Route to Artificial Intelligence: Building Embodied, Situated Agents, Hillsdale, New Jersey: Lawrence Erlbaum Associates, ISBN 978-0-8058-1519-1, Приступљено 24. 8. 2010 Alternative  0-8058-1518-X
- Brooks, Rodney A.; Maes, Pattie, ур. (1996), Artificial Life: Proceedings of the Fourth International Workshop on the Synthesis and Simulation of Living Systems, Cambridge, Massachusetts: MIT Press, ISBN 978-0-262-52190-1, Приступљено 24. 8. 2010
- Rodney Brooks (1999), Cambrian Intelligence: The Early History of the New AI, MIT Press, ISBN 978-0-262-52263-2, Приступљено 24. 8. 2010
- K. Warwick "Out of the Shady age: the best of robotics compilation", Review of Cambrian Intelligence: the early history of AI, by R A Brooks, Times Higher Education Supplement, p. 32, 15 September 2000.
- The Relationship Between Matter and Life (in Nature 409, pp. 409–411; 2001)
- Flesh and Machines: How Robots Will Change Us (Pantheon, 2002)  0-375-42079-7
- Thrun, Sebastian; Brooks, Rodney Allen; Durrant-Whyte, Hugh, ур. (2007), Robotics Research: Results of the 12th International Symposium ISSR, Berlin & Heidelberg: Springer-Verlag, ISBN 9783540481102, Приступљено 24. 8. 2010
- Brooks, Rodney (2013). „Robots at work : towards a smarter factory”. The Futurist. 47 (3): 24—27.
- Brooks contributed one chapter to Architects of Intelligence: The Truth About AI from the People Building it, Packt Publishing. 2018.  978-1-78-913151-2., by the American futurist Martin Ford.[5]

## Spoljašnje veze
- Mediji vezani za članak Rodney Brooks na Vikimedijinoj ostavi
- Rethink Robotics
- Rodni Bruks na sajtu  (jezik: engleski) 
  - Rodney Brooks: Why we will rely on robots (TED2013)
  - Rodney Brooks: Robots will invade our lives (TED2003)
- Home page
- The Deep Question Interview with Rodney Brooks by Edge
- The Past and Future of Behavior Based Robotics Архивирано на веб-сајту  (30. јун 2007) Podcast Interview with Rodney Brooks by Talking Robots
- Intelligence Without Reason seminal criticism of Von Neumann computing architecture
- BBC article
- CSAIL Rodney A. Brooks Biography
- MIT: Cog Shop
- Rodney A. Brooks Biography Архивирано на веб-сајту  (5. март 2007)
- Rodney A. Brooks Publications
- Rodney's Robot Revolution (2008)
- Rodney Brooks on Artificial Intelligence - EconTalk podcast interview with Rodney Brooks.  Released Sep 24, 2018.